# فرانز شتوك
فرانز شتوك (و. 1904 – 1948 م) هو عالم عقيدة، وكاهن كاثوليكي، وملحق ديني عسكري، وناشط سلام من الإمبراطورية الألمانية، وجمهورية فايمار، والرايخ الألماني، توفي في الدائرة الرابعة عشرة في باريس، عن عمر يناهز 44 عاماً.

## التعليم
تعلم في المعهد الكاثوليكي في باريس
.

## جوائز
حصل على جوائز منها:

الدكتوراه الفخرية من جامعة فرايبورغ (16 ديسمبر 1947)